# Cololobus rupestris
Cololobus es un género monotípico de plantas fanerógamas perteneciente a la familia de las asteráceas. Su única especie, Cololobus rupestris, es originaria de Brasil.

## Distribución
Es un endemismo de Brasil donde se encuentra en la Mata Atlántica distribuidas por Espírito Santo y Río de Janeiro.

## Taxonomía
Cololobus rupestris fue descrita por (Gardner) H.Rob. y publicado en Proceedings of the Biological Society of Washington 107(3): 560. 1994.
sinonimia
- Cacalia rupestris (Gardner) Kuntze
- Vernonia rupestris Gardner basónimo[3]